# NGC 3628
NGC 3628 (również PGC 34697 lub UGC 6350) – galaktyka spiralna (Sb), znajdująca się w gwiazdozbiorze Lwa w odległości około 35 milionów lat świetlnych od Ziemi. Została odkryta 8 kwietnia 1784 roku przez Williama Herschela. NGC 3628 ma około 100 000 lat świetlnych średnicy. Jest to galaktyka z aktywnym jądrem typu LINER, zaliczana jest też do radiogalaktyk.

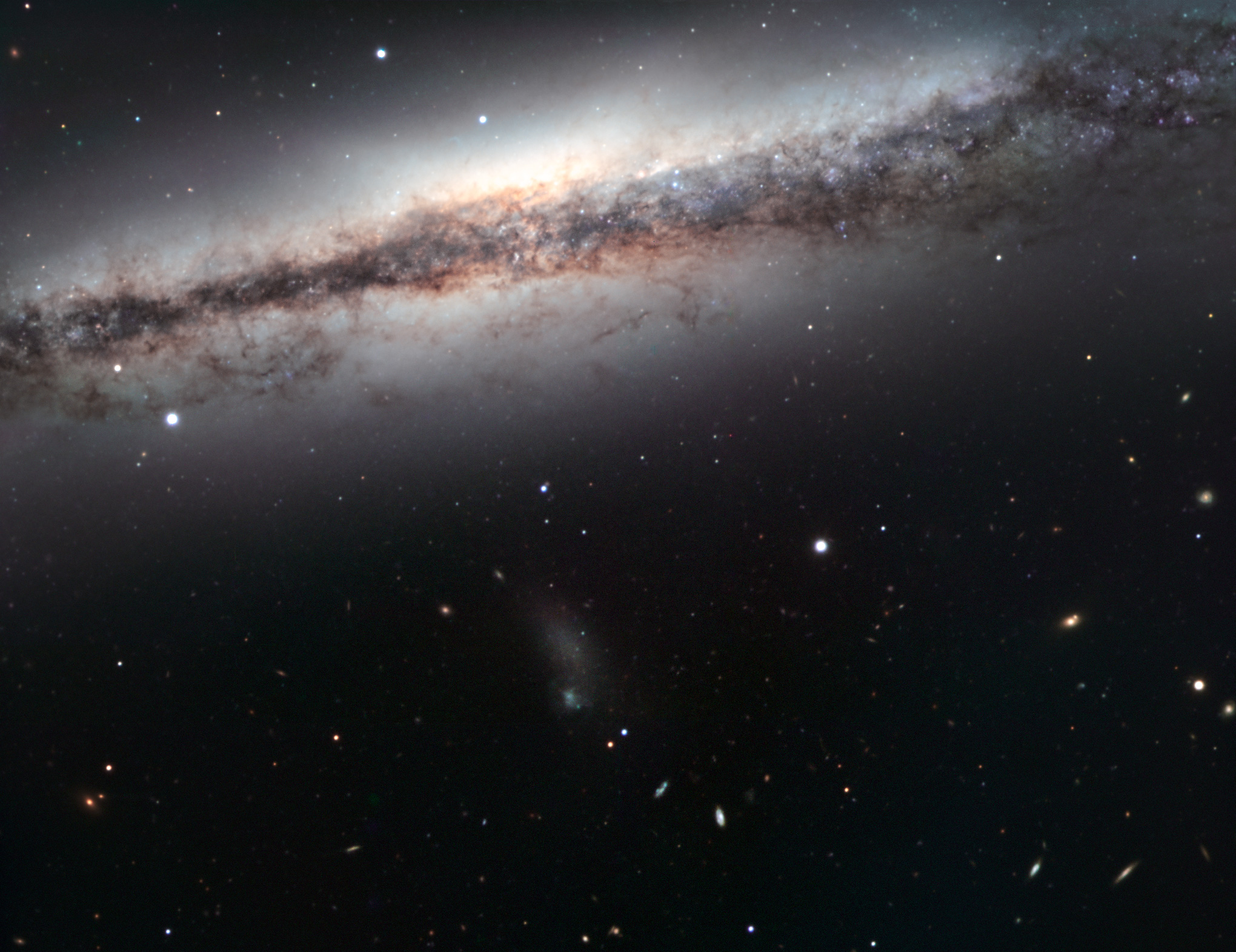
Zbliżenie dysku galaktyki (ESO)

Galaktyka ta należy do tripletu Lwa (Arp 317). Jej zniekształcony kształt i słaby ogon pływowy sugerują, że oddziałuje ona z Messier 65 oraz Messier 66, również należącymi do tej grupy.